# Spencer (film)
A Spencer 2021-ben bemutatott életrajzi filmdráma, amelyet Pablo Larraín rendezett, és Steven Knight írt. A főszerepben Kristen Stewart, Jack Farthing, Timothy Spall, Sean Harris és Sally Hawkins látható.
A Spencer világpremierje 2021. szeptember 3-án volt a 78. Velencei Nemzetközi Filmfesztiválon. Az Egyesült Királyságban és az Amerikai Egyesült Államokban 2021. november 5-én került a mozikba. Magyarországon november 11-én jelent meg a Fórum Hungary forgalmazásában. Általánosságban pozitív véleményeket kapott a kritikusoktól, akik dicsérték Larraín rendezését, Stewart alakítását, az operatőri munkát és a zenei aláfestést.

## Cselekmény
A film Diána walesi hercegné (Kristen Stewart) és Károly walesi herceg (Jack Farthing) válását mutatja be.

## Szereplők
| Szerep                     | Színész              | Magyar hang        |
| -------------------------- | -------------------- | ------------------ |
| Diána walesi hercegné      | Kristen Stewart      | Csuha Bori         |
| Alistair Gregory őrnagy    | Timothy Spall        | Harsányi Gábor     |
| Vilmos cambridge-i herceg  | Jack Nielen          | Kelemen Noel       |
| Henrik sussexi herceg      | Freddie Spry         | Rostás Ábel        |
| Károly walesi herceg       | Jack Farthing        | Bozsó Péter        |
| Darren McGrady             | Sean Harris          | Karácsonyi Zoltán  |
| Maggie                     | Sally Hawkins        | Nemes Takách Kata  |
| II. Erzsébet brit királynő | Stella Gonet         | Menszátor Magdolna |
| Fülöp edinburgh-i herceg   | Richard Sammel       | N/A                |
| Anna brit királyi hercegnő | Elizabeth Berrington | Csonka Anikó       |
| Boleyn Anna angol királyné | Amy Manson           | Veszelovszki Janka |
| Footman Paul               | James Harkness       | Stern Dániel       |

### Magyar változat
- Magyar szöveg: Kiss Barnabás
- Hangmérnök: Weichinger Kálmán
- Vágó: Derzsi Kovács Éva
- Szinkronrendező: Dezsőffy Rajz Katalin
- Produkciós vezető: Dallos Miklós

A szinkront az Iyuno Hungary készítette el.

## Fogadtatás
A film 2,1 millió dolláros bevételt hozott az Egyesült Államokban és Kanadában. A Rotten Tomatoes oldalán 84%-ot ért el 217 kritika alapján, és 7,7 pontot szerzett a tízből. A Metacritic oldalán 77 pontot szerzett a százból, 50 kritika alapján.
A The Hollywood Reporter kritikusa, David Rooney szerint „a filmnek köszönhetően egészen más fényben fogjuk látni ezt az eleve szomorú történetet”. A The Daily Telegraph kritikusa, Robbie Collin dicsérte Stewart színészi játékát.